# Кромидово
Кромидово је насељено место у општини Петрич у области Благоевград, Бугарска. Према попису из 2021. године било је 123 становника.
Према секретару Бугарске егзархије Димитру Мишеву, у Кромидову је 1905. године живело 112 Словена хришћана.